# Crataegus lassa
Crataegus lassa — вид квіткових рослин із родини трояндових (Rosaceae).

## Біоморфологічна характеристика
Це дерево чи кущ 20–50 дм заввишки; гілки ± плакучі. Нові гілочки густо-біло-запушені, 1-річні пурпурно-коричневі чи чорнуваті, старші темно-сірі; колючки на гілочках відсутні чи рідкісні, прямі чи злегка вигнуті, 1-річні чорнуваті чи пурпурно-коричневі, ± міцні, 3–4.5 см. Листки: ніжки листків 25–33% від довжини пластин, густо запушені, залозисті; листові пластини зазвичай від зворотно-яйцювато-клиноподібних до вузько-зворотно-яйцюватих, 2–4 см, основа поступово звужується, часточок 0 чи 2–4 на кожному боці, краї від залозисто-зубчастих до цілих, верхівка часто різко шпиляста, поверхні ± біло-запушені молодими, особливо на жилках знизу, потім ± голі. Суцвіття 3–5-квіткові. Квітки 15–20 мм у діаметрі; гіпантій запушений; чашолистки вузько трикутні, 6–8 мм; пиляки кремові чи кольору слонової кістки. Яблука від жовтих із червоним рум'янцем до оранжево-червоних, майже кулясті, (8)10–12 мм у діаметрі, запушені. Період цвітіння: березень — середина квітня; період плодоношення: липень і серпень.

## Ареал
Ендемік південного сходу США (Алабама, Флорида, Джорджія, Північна Кароліна, Південна Кароліна, Вірджинія).
Населяє піщані рівнини, сухі чагарники, відкриті ліси; на висотах 0–100 метрів.